# Satchelliella delphiniensis
Satchelliella delphiniensis és una espècie d'insecte dípter pertanyent a la família dels psicòdids que es troba a Europa, incloent-hi França, Alemanya, Suïssa, Àustria i Itàlia.